# Aconitum iidemontanum
Aconitum iidemontanum là một loài thực vật có hoa trong họ Mao lương. Loài này được Kadota, Kita & Ueda mô tả khoa học đầu tiên năm 1999.